# Dostęp fizyczny
Dostęp fizyczny – fizyczny dostęp przez ludzi do systemu komputerowego. Według Gregory White'a, "Uzyskując fizyczny dostęp do biura, kompetentny atakujący jest  w stanie szybko znaleźć informacje potrzebne do uzyskania dostępu do systemów komputerowych i sieci."

## Ataki i środki zaradcze

### Ataki
Dostęp fizyczny otwiera hakerom wiele możliwości. Michael Meyers zauważa, że "najlepsze programowe środki bezpieczeństwa mogą być bezużyteczne, jeśli nie ochronisz systemu przed dostępem fizycznym, ponieważ intruz może po prostu wyjść z serwerem  i w wolnej chwili złamać hasło. Dostęp fizyczny pozwala również na zainstalowanie keyloggerów sprzętowych. Intruz może uruchomić system z płyty CD lub innego zewnętrznego nośnika danych, a następnie odczytać niezaszyfrowane dane z dysku twardego. Atakujący mogą także wykorzystać brak kontroli dostępu w programie rozruchowym. Na przykład, naciskając klawisz F8 podczas uruchamiania pewnych wersji systemu Microsoft Windows, określając 'init=/bin/sh' jako parametr uruchamiania systemu Linux (zwykle poprzez edycję w wierszu poleceń programu rozruchowego GNU GRUB). Można również uzyskać dostęp do słabo zabezpieczonej sieci bezprzewodowej. Jeśli sygnał jest wystarczający silny, nie trzeba nawet naruszać przewodów sieciowych.

### Środki zaradcze
Standardy bezpieczeństwa w Stanach Zjednoczonych zazwyczaj wymagają ograniczenia dostępu fizycznego poprzez wykorzystanie zamykanych serwerowni. Fizyczny dostęp do systemów komputerowych i informatyczne systemy ochrony w przeszłości były zarządzane w osobnych działach firmy, ale coraz częściej  postrzegane są jako zależne od siebie aparaty, wymagające jednej polityki bezpieczeństwa. Dział IT może wyszukiwać w dzienniku zdarzeń, podejrzanych logowań występujących po godzinach pracy, a następnie skorelować to z użyciem kart dostępu w budynku, aby zawęzić listę podejrzanych do tych którzy byli w biurze w tym czasie. Także Kamery CCTV mogą być stosowane do powstrzymywania lub wykrywania nieuprawnionego dostępu.